# Émétophilie
L'émétophilie est une paraphilie marginale dans laquelle un individu est sexuellement excité par la pratique ou la vue du vomi. Comme un moyen de soumission et d'esclavage, ces jeux avec le vomi sont une forme d'humiliation extrême qui servent à rabaisser le sujet soumis radicalement[réf. nécessaire].
L'émétophilie peut également se caractériser par le simple plaisir de voir quelqu'un vomir, l'aspect sexuel étant de facto écarté ou, du moins, masqué.